# 库宗
库宗（法語：Couzon，法語發音：[kuzɔ̃]）是法国阿列省的一个市镇，位于该省北部，属于穆兰区。

## 地理
库宗（46°39'29"N, 3°7'15"E）面积19.85 平方千米，位于法国奥弗涅-罗讷-阿尔卑斯大区阿列省，该省份为法国中部省份，北起涅夫勒省、西北接谢尔省，西南至克勒兹省，南至多姆山省，东南临卢瓦尔省，东临索恩-卢瓦尔省。
与库宗接壤的市镇（或旧市镇、城区）包括：阿贡日、欧比尼、弗朗谢斯、圣莱奥帕丹多日。

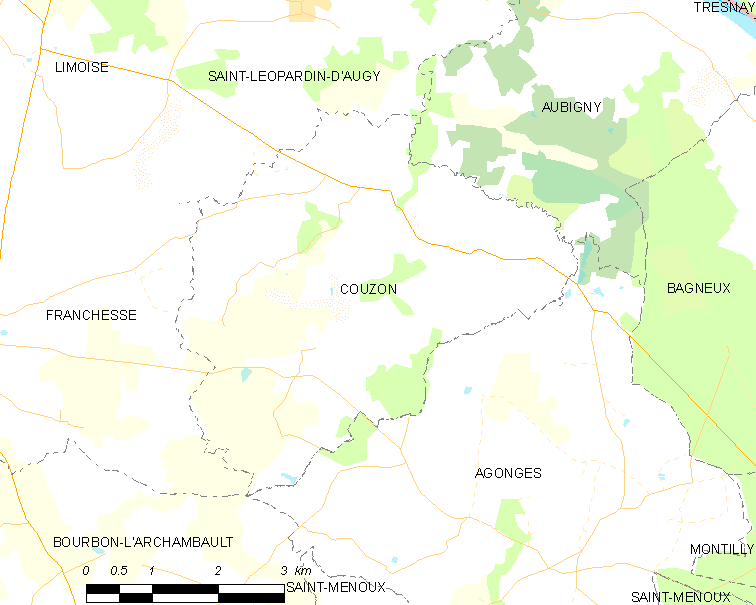
库宗的OSM定位图

库宗的时区为UTC+01:00、UTC+02:00（夏令时）。

## 行政
库宗的邮政编码为03160，INSEE市镇编码为03090。

## 政治
库宗所属的省级选区为波旁拉尔尚博县。

## 人口

1962-2008年间库宗人口变化图示

库宗于2022年1月1日时的人口数量为321人。